# Cuphea oreophila
Cuphea oreophila är en fackelblomsväxtart som beskrevs av T. S. Brandegee och Bacigal.. Cuphea oreophila ingår i släktet blossblommor, och familjen fackelblomsväxter. Inga underarter finns listade i Catalogue of Life.